# 웰컴저축은행 톱랭킹차트
웰컴저축은행 톱랭킹차트는 2016년부터 KBSN 스포츠와 웰컴저축은행이 손을 잡고 만들어낸 차트로, KBO 리그 통계를 바탕으로 상황중요도에 따라 승리에 기여한 선수를 더 높게 평가하는 신개념 야구 선수 평가 시스템이다.

## 같이 보기
- 엠스플 라인업
- ADT 캡스플레이